# Place Georges-Berry
La place Georges-Berry est une voie située dans le quartier de la Chaussée-d'Antin du 9e arrondissement de Paris.

## Situation et accès
Cette place est sise au débouché des rues Joubert et Caumartin.
La place Georges-Berry est desservie par les lignes 3 et 9 à la station Havre-Caumartin et par la ligne E du RER à la gare d'Haussmann - Saint-Lazare.

## Origine du nom
Elle porte le nom du député et conseiller d'arrondissement Georges Berry (1852-1915).

## Historique
La place est créée et prend sa dénomination actuelle en 1939 sur l'emprise des voies qui la bordent.

## Bâtiments remarquables et lieux de mémoire
- L'église Saint-Louis-d'Antin
- L'arrière du lycée Condorcet